# Bukit Alueuma
Bukit Alueuma är en kulle i Indonesien.   Den ligger i provinsen Aceh, i den västra delen av landet, 1 600 km nordväst om huvudstaden Jakarta. Toppen på Bukit Alueuma är 94 meter över havet.
Terrängen runt Bukit Alueuma är platt åt nordost, men åt sydväst är den kuperad. Trakten runt Bukit Alueuma är nära nog obefolkad, med mindre än två invånare per kvadratkilometer. I omgivningarna runt Bukit Alueuma växer i huvudsak städsegrön lövskog.